# Braillova pisava
Braillova pisava (poslovenjeno Brajeva pisava ali brajica) je posebna pisava, ki omogoča slepim, da berejo in pišejo. Razvil jo je Louis Braille (po katerem je pisava tudi poimenovana) leta 1821.
Braillov sistem temelji na podlagi metode komunikacije, ki jo je sprva razvil Charles Barbier. Naredil ga je, ker je Napoleon želel način, s katerim bi si vojaki ponoči izmenjevali sporočila, brez svetlobe, imenovano nočno pisanje. Barbierov sistem je bil za vojake pretežak, saj se ga niso mogli naučiti. Čez nekaj časa je bil preklican s strani vojske. Leta 1821 je Barbier obiskal Nacionalni inštitut za slepe v Parizu, kjer je srečal Louisa Brailla. Louis je v ugotovil vzrok neuspeha pisave; problem je bil v človeškem prstu, ki ne more razbrati znaka brez premikanja in tako ne more hitro brati črko za črko. Njegova rešitev je bila uporabiti celico s šestimi pikami - Braillovo celico - ki je bila revolucija v komuniciranju za slepe ljudi.
Sistem Braillove pisave temelji na različnih razporeditvah pik. Slika prikazuje Braillovo celico z oštevilčenimi pikami.
Med drugim obstajajo tudi računalniški dodatki (pisave ipd.) za Braillovo pisavo.

## Pisava
Vsaka Braillova celica sestoji iz kombinacij šestih pik, razporejenih v liku pravokotnika.  V pravokotniku se nahajata vodoravno dve piki, navpično pa tri. S to kombinacijo je mogoče narediti 64 (26) črk. Vsaka kombinacija ima svoje ime in predstavlja določeno črko, odvisno od položaja pik. Pike so po pravilu, v celici, indeksirane tako, da se v zgornjem levem kotu nahaja pika 1, vse do spodaj levo, kjer je 3; na desni strani pa je na vrhu 4, spodaj pa 6 (kot kaže slika). Na primer, pike 1-3-6 predstavljajo celico s tremi pikami; prva (1) se nahaja zgoraj levo, druga (3) in tretja (6) pa levo in desno spodaj.

### Črke in številke
- A, 1 ⠁
- B, 2 ⠃
- C, 3 ⠉
- D, 4 ⠙
- E, 5 ⠑
- F, 6 ⠋
- G, 7 ⠛
- H, 8 ⠓
- I, 9 ⠊
- J, 0 ⠚
- K ⠅
- L ⠇
- M ⠍
- N ⠝
- O ⠕
- P ⠏
- Q ⠟
- R ⠗
- S ⠎
- T ⠞
- U ⠥
- V ⠧
- W ⠺
- X ⠭
- Y ⠽
- Z ⠵

Prvih 10 črk ima hkrati funkcijo številk, ob uporabi posebnega znaka za število.

### Slovenski šumniki
- Č ⠡
- Š ⠱
- Ž ⠮

### Drugi simboli
- Velika začetnica ⠠
- Število ⠼
- Pika ⠲
- Vejica ⠂
- Podpičje ⠆
- Klicaj ⠖
- Narekovaj (začetni), vprašaj[1] ⠦
- Narekovaj (končni) ⠴
- Oklepaj (oklepaj in zaklepaj) ⠶
- Pomišljaj ⠤

## Primeri
V dvigalu recimo tole:
pomeni gumb za šesto nadstropje (znak za število + F = 6).
Zgornja slika prikazuje besedo Wikipedija, sestavljen iz znaka za veliko začetnico ter niza »wikipedija«.